# Wijken en buurten in Arcen en Velden
De Nederlandse gemeente Arcen en Velden werd tot herindeling van 1 januari 2010, voor statistische doeleinden onderverdeeld in wijken en buurten. Per 1 januari 2010 maakt de gemeente Arcen en Velden deel uit van de gemeente Venlo.
De gemeente werd verdeeld in de volgende statistische wijken:
- Wijk 00 Arcen-Lomm (CBS-wijkcode:088500)
- Wijk 01 Velden (CBS-wijkcode:088501)

Een statistische wijk kan bestaan uit meerdere buurten. Onderstaande tabel geeft de buurtindeling met kentallen volgens het Centraal Bureau voor de Statistiek (2008):
| CBS-buurtcode | Buurtnaam                             | Inwonertal | Opp. totaal (ha) | Opp. land (ha) | Ligging                |
| ------------- | ------------------------------------- | ---------- | ---------------- | -------------- | ---------------------- |
| BU08850000    | Arcen                                 | 2110       | 143              | 131            | Locatie in de gemeente |
| BU08850001    | Lomm                                  | 920        | 232              | 217            | Locatie in de gemeente |
| BU08850002    | Lingsfort                             | 170        | 131              | 131            | Locatie in de gemeente |
| BU08850007    | Verspreide huizen Arcen               | 70         | 1004             | 894            | Locatie in de gemeente |
| BU08850008    | Verspreide huizen Brandemolen en Veld | 210        | 184              | 179            | Locatie in de gemeente |
| BU08850009    | Verspreide huizen Lomm                | 80         | 576              | 567            | Locatie in de gemeente |
| BU08850100    | Vilgert                               | 180        | 134              | 134            | Locatie in de gemeente |
| BU08850101    | Velden-West                           | 1880       | 229              | 214            | Locatie in de gemeente |
| BU08850102    | Hasselderheide                        | 320        | 25               | 25             | Locatie in de gemeente |
| BU08850103    | Velden-Oost                           | 2440       | 196              | 195            | Locatie in de gemeente |
| BU08850105    | Vogelbuurt                            | 100        | 103              | 96             | Locatie in de gemeente |
| BU08850107    | Hasselt                               | 150        | 252              | 240            | Locatie in de gemeente |
| BU08850109    | Schandelo                             | 110        | 944              | 932            | Locatie in de gemeente |